# Corona (Colombia)
Corona es una multinacional colombiana dedicada a la manufactura y comercialización de productos para el hogar, la construcción, la industria, la agricultura y el sector de la energía. Fue fundada en 1881 en Caldas, Antioquia bajo el nombre de Fábrica de Lozas de Caldas, posteriormente Locería Colombiana. 
Corona tiene más de 15 000 empleados y 29 fábricas en Estados Unidos, México, América Central, Brasil y Colombia, además cuenta con seis unidades de negocios y una oficina de suministro en China. Esta operación le permite distribuir sus productos en más de 40 mercados a nivel mundial.

## Historia
Los colombianos Teodomiro Llano Botero, Victoriano Restrepo Uribe  y el alemán Reinhold Paschke fundaron el 13 de agosto de 1881 la Compañía Cerámica Antioqueña en Caldas, Antioquia, empresa que luego se transformaría en Locerías Nacionales S.A. 
En 1935, Locerías siendo la primera sociedad anónima de Colombia fabricante de loza fue adquirida por Gabriel Echavarría Misas, quién con gran esfuerzo y el dinamismo de sus hijos lograron fortalecer el emprendimiento antioqueño hasta convertirla en la actual Organización Corona.   
En 1948, empezó a diversificar su portafolio de productos incluyendo baldosas, sanitarios en porcelana y la extracción y distribución de minerales no metálicos en Colombia.
En 1961, inauguró una fábrica dedicada a la producción de porcelana sanitaria para clientes en Estados Unidos en asocio con American Standard, incursionando de esta forma en el extranjero.
De Locerías surgieron otras filiales: en sanitarios (Mancesa, 1960, extinta), grifos y válvulas (Grival, 1963), aislantes eléctricos y materiales refractarios (Electroporcelana Gamma, 1963) e insumos industriales (Sumicol, 1965).
Como resultado de su expansión, la Organización Corona cuenta hoy con tres instalaciones en México, tres en Centroamérica, dos en Estados Unidos, una en Brasil (joint venture con Eternit), veintiuna en Colombia, una alianza estratégica con la estadounidense Lanco (Corlanc S.A.S.) que produce y comercializa materiales de pintura y construcción, y oficinas en Canadá, España, Egipto, Australia, China y en otros cuarenta y siete países de distintas latitudes donde realiza exportaciones.
En 2015, Corona construyó una fábrica de cemento en Sonsón en asocio con la española Cementos Molins, creando así la marca Cementos Alion. Con una inversión inicial de $370 millones de dólares, Alion en su etapa inicial contó con una capacidad de producción de 1.35 millones de toneladas de cemento.

## Hitos
- En la década de los años 1980 extendió su negocio de baldosas cerámicas por el continente.
- En la década de los años 1990 expandió su negocio al detal, en sociedad con la chilena Sodimac, creando el formato Homecenter y posteriormente Constructor, liderando el mercado del retail del hogar y la construcción en Colombia.
- En 2004 adquirió a Mansfield Plumbing Products, LLC, uno de los mayores productores de productos de plomería en Estados Unidos.[6]
- En 2005 incursionó en el negocio de las tiendas por departamentos, en participación con la sociedad chilena Falabella, estableciendo las tiendas Falabella en Colombia.
- En 2021 la Organización Corona celebró sus 140 años.

## Filiales
| Compañía                                           | Sector                       | Ubicación      |
| -------------------------------------------------- | ---------------------------- | -------------- |
| Fundación Corona                                   | Fundación sin ánimo de lucro | Colombia       |
| Corona Industrial S.A.S.                           | Manufactura                  | Colombia       |
| Compañía Colombiana de Cerámica - Colceramica S.A. | Manufactura                  | Colombia       |
| Locería Colombiana S.A.S.                          | Manufactura                  | Colombia       |
| Grifos y Válvulas - Grival S.A.                    | Manufactura                  | Colombia       |
| Concretos Alión S.A.S.                             | Manufactura                  | Colombia       |
| Electroporcelana Gamma S.A.S                       | Manufactura                  | Colombia       |
| Corlanc S.A.S.                                     | Manufactura                  | Colombia       |
| Nexentia S.A.S.                                    | Farmacéutica                 | Colombia       |
| Sumicol S.A.S.                                     | Minería                      | Colombia       |
| Agromil S.A.S.                                     | Agricultura                  | Colombia       |
| Almacenes Corona S.A.S.                            | Comercio                     | Colombia       |
| Despachadora Internacional de Colombia S.A.S.      | Logística                    | Colombia       |
| Sodimac Colombia S.A.                              | Retail                       | Colombia       |
| Falabella de Colombia S.A.                         | Retail                       | Colombia       |
| Porcelana Corona de México S.A. de C.V.            | Manufactura                  | México         |
| Orchid Ceramics, LLC                               | Comercio                     | Estados Unidos |
| Mansfield Plumbing Products, LLC                   | Manufactura                  | Estados Unidos |
| Blackwood Industries, INC                          | Manufactura                  | Estados Unidos |